# Perizoma adaequata
Perizoma adaequata là một loài bướm đêm trong họ Geometridae.